# 파스 (의약품)
파스란 의약품의 일종으로 약물 성분을 환부나 피부에 바로 접하게 하여 흡수시키는 원리이다. 약품이나 약물을 환부나 피부에 접하게 한 뒤 옷감이나 헝겊 그밖의 다른 것으로 감싼 뒤 묶던 방법에서 유래되었을 것으로 추정되지만 정확한 유래는 알려진 바가 없다.

## 같이 보기
- 증기 흡입